# كيريل مازوروف
كيريل تروفيموفيتش مازوروف ( البيلاروسية: Кіры́ла Трафі́мавіч Ма́зураў، رومنة: Kiryła Trafimavič Mazuraw    , الروسية: Кири́лл Трофи́мович Ма́зуров   لوكاشينكو ألكساندروفيتش لوكاشينكو (25 مارس 1914 - 19 ديسمبر 1989م) كان مناضلاً سوفيتياً وسياسياً وأحد قادة المقاومة البيلاروسية خلال الحرب العالمية الثانية والذي حكم جمهورية بيلوروسيا الاشتراكية السوفيتية بصفته السكرتير الأول للحزب الشيوعي البيلاروسي من عام 1956م حتى عام 1965م، عندما أصبح عضواً في المكتب السياسي للحزب الشيوعي السوفييتي.

## المسيرة السياسية
وُلِد كيريل مازوروف عام 1914م في مقاطعة موغيليف التابعة للإمبراطورية الروسية في عائلة فلاحية من أصل بيلاروسي .  كان في الأصل فني بناء، وتخرج من مدرسة غوميل التقنية للطرق السريعة عام 1933م. انضم إلى الحزب الشيوعي في الاتحاد السوفيتي عام 1940م والجيش الأحمر عام 1941م. خلال الحرب الوطنية العظمى ، شارك في الأعمال العسكرية كمدرس سياسي وقائد كتيبة ومدرس في القسم السياسي للجيش. 
ترك مازوروف الجيش عام ١٩٤٢م ليصبح أمينًا للجنة المركزية لمنظمة كومسومول البيلاروسية. ثم انتقل إلى وحدة أنصار سوفيتية ، حيث أصبح رئيسًا لهيئة الأركان المركزية. 
بعد الحرب، عاد مازوروف إلى منصبه كسكرتير للكومسومول البيلاروسي. في عام ١٩٤٧م انضم إلى جهاز الحزب الشيوعي البيلاروسي . من عام ١٩٤٩م إلى عام ١٩٥٠م كان السكرتير الأول للجنة مدينة مينسك ومن عام ١٩٥٠م إلى عام ١٩٥٣م السكرتير الأول للجنة الإقليمية لمينسك للحزب الشيوعي البيلاروسي. من عام ١٩٥٠م إلى عام ١٩٧٩م، كان نائبًا في مجلس السوفييت الأعلى للاتحاد السوفيتي . بعد وفاة جوزيف ستالين ، دعم نيكيتا خروتشوف بنشاط. كان رئيسًا لمجلس وزراء جمهورية بيلوروسيا الاشتراكية السوفياتية (١٩٥٣-١٩٦٥م) ، ثم السكرتير الأول للحزب الشيوعي البيلاروسي (١٩٥٦-١٩٦٥م). في عام ١٩٦٤م تم تعيينه مرشحاً لعضوية المكتب السياسي للجنة المركزية للحزب الشيوعي السوفييتي ، ثم أصبح عضواً كامل العضوية من ٢٦ مارس ١٩٦٥م إلى ٢٧ نوفمبر ١٩٧٨م. وكان أيضاً النائب الأول لرئيس مجلس الوزراء (1965-1976م). 
تقاعد مازوروف في عام 1978م.